# Der Räuber Hotzenplotz (2006)
Der Räuber Hotzenplotz ist ein deutscher Kinderfilm aus dem Jahr 2006. Er basiert auf den ersten beiden Büchern der Hotzenplotz-Trilogie (Der Räuber Hotzenplotz und Neues vom Räuber Hotzenplotz) von Otfried Preußler. Der Film erhielt die Auszeichnung DVD Champion in der Kategorie „Family Entertainment“.

## Handlung
Irgendwo in der bayerischen Provinz treibt der Räuber Hotzenplotz sein Unwesen. Eines Tages raubt er die Kaffeemühle von Kasperls Großmutter. Da der trottelige Wachtmeister Dimpfelmoser wenig Hoffnung sieht, den Räuber zu finden, entschließen sich Kasperl und sein bester Freund Seppel, den Räuber selber aufzuspüren. Mit einer List gelingt es ihnen, die Räuberhöhle zu finden, aber dann werden sie von Hotzenplotz gefangen. Hotzenplotz verkauft Kasperl an den Zauberer Petrosilius Zwackelmann und lässt Seppel für sich in seiner Räuberhöhle arbeiten. Wachtmeister Dimpfelmoser versucht unterdessen, mit Hilfe der Wahrsagerin Frau Schlotterbeck Näheres zu erfahren. Kasperl entdeckt im Schloss des Zauberers eine Unke; in Wirklichkeit handelt es sich jedoch um die verzauberte Fee Amaryllis. Mit Amaryllis’ Hilfe entkommt Kasperl aus dem Schloss und besorgt das Feenkraut, mit dem die Fee zurückverwandelt werden kann. Zwackelmann, der inzwischen Seppel und Hotzenplotz herbeigezaubert und den Räuber in einen Gimpel verwandelt hat, wird von der zurückverwandelten Fee mitsamt seinem gesamten Besitz kleingezaubert und ins Feenreich mitgenommen. Seppel und Kasperl übergeben Hotzenplotz dem Wachtmeister Dimpfelmoser.
Durch ein Versehen der Jungen zurückverwandelt, kann Hotzenplotz entkommen und entführt die Großmutter. Seppel und Kasperl bringen ein Lösegeld in Form von Silberbesteck, werden aber bei der Übergabe wieder von Hotzenplotz gefangen genommen. Während Frau Schlotterbecks Hund Wasti (den sie einst versehentlich in ein Krokodil verhext hat) Wachtmeister Dimpfelmoser und Frau Schlotterbeck zur Räuberhöhle führt, gelingt es Kasperl und Seppel, den Räuber auszutricksen. Mit Hilfe von Wasti und der Fee Amaryllis können sie sich befreien. Die Fee verwandelt Wasti in einen Dackel zurück, und der gefangene Räuber Hotzenplotz wird im Triumphzug ins Dorf gebracht.

## Hintergrund
Der Film wurde in Zusammenarbeit von Collina Film und Constantin Film produziert. Die Dreharbeiten fanden in Prag und Seßlach, auf Schloss Burgpreppach im Naturschutzgebiet Daubaer Schweiz und auf dem Schloss Ruine Neu-Falkenstein statt. Jedoch wurde Neu-Falkenstein digital nachbearbeitet. Die Kostüme wurden von Ursula Welter gefertigt. Am 12. Februar wurde der Kinofilm auf dem offiziellen Wettbewerb des Kinderfilmfestes Berlinale 2006 gezeigt, der Filmstart folgte am 30. März 2006.
Der erste Band wurde bereits 1974 unter demselben Titel verfilmt. Außerdem gibt es eine Verfilmung von 2022.

## Kritiken
„Liebevoll ausgestattet, opulent fotografiert und von einem spielfreudigen Ensemble getragen, bietet der Film trotz kleiner Inszenierungsschwächen sympathische, höchst kurzweilige Unterhaltung für die ganze Familie, besonders aber für jüngere Kinogänger.“

„Unterm Strich ein großes Abenteuer für die Kleinen, das zum Tagesgespräch im Kindergarten wird. Garantiert. Kinderkino de luxe. Perfekt für alle Steppkes, die für ‚Harry Potter‘ zu klein sind und noch nicht abgestumpft von den Billig-Cartoons im Fernsehen“

## Unterschiede zum Buch
Der Film weicht deutlich von Ottfried Preußlers Buchvorlagen „Der Räuber Hotzenplotz“, „Neues vom Räuber Hotzenplotz“ und „Hotzenplotz 3“ ab. Das Buch „Der Räuber Hotzenplotz und die Mondrakete“ erschien deutlich nach dem Film. Die auffälligsten Unterschiede sind diese:
- Im Film versucht Hotzenplotz die Kaffeemühle, die er von Großmutter gestohlen hat, an den Zauberer Zwackelmann zu verkaufen; im Buch (1. Band) behält er sie.
- Im Film wendet sich Wachtmeister Dimpfelmoser gleich am Anfang an die Witwe Schlotterbeck, um die Räuberhöhle von Hotzenplotz zu finden – im Buch (2. Band) erst, nachdem Hotzenplotz die Großmutter entführt hat.
- Im Film verwendet die Witwe Schlotterbeck ein Pendel und ein Ouija-Brett oder Buchstaben-Brett, um Hotzenplotz ausfindig zu machen; im Buch verwendet sie eine Kristallkugel (2. Band).
- Im Film wird Kasperl von einer verzauberten Hand daran gehindert, aus dem Schlosstor zu entkommen; im Buch (1. Band) ist es ein elektrisch geladener Bannkreis, der Kasperl an seiner Flucht hindert.
- Im Film zaubert die Fee nach ihrer Erlösung den Zauberer und sein Schloss winzig klein; im Buch (1. Band) stirbt der Zauberer, und die Fee lässt das Schloss einstürzen.
- Im Film verwendet Kasperl den Wünschering, den er von der Fee geschenkt bekommen hat, ausschließlich dafür, den Räuber Hotzenplotz zu verwandeln; im Buch (1. Band) wünscht er sich vorher eine neue Kasperlmütze und Großmutters Kaffeemühle herbei.
- Im Film kocht die Großmutter Bockwürste mit Sauerkraut, von denen Hotzenplotz lediglich probiert bzw. sich etwas davon in seine Taschen steckt; im Buch (2. Band) sind es Bratwürste mit Sauerkraut, die Hotzenplotz vollständig verzehrt.
- Im Film verlangt Hotzenplotz von Kasperl und Seppel für Großmutters Freilassung deren Silberbesteck; im Buch (2. Band) sind es 555 Mark und 55 Pfennig Lösegeld, welches dem Kopfgeld entspricht, das Kasperl und Seppel im 1. Band für die Hilfe bei der Festnahme erhalten haben.
- Im Film kommt die Fee Kasperl und Seppel zu Hilfe, als diese zusammen mit Großmutter in der Räuberhöhle gefangen sind und die beiden Freunde sie rufen; im Buch (3. Band) erscheint die Fee Kasperl lediglich noch einmal im Traum.
- Im Film verwandelt die Fee am Ende Frau Schlotterbecks Hund Wasti zurück; im Buch (3. Band) wird Wasti auf der Hohen Heide zurückverwandelt, als er mit dem sogenannten Feenkraut in Berührung kommt.
- Der Film endet damit, dass Hotzenplotz in einer Gefängniszelle ist; im Buch (3. Band) bekehrt er sich mit Hilfe von Kasperl und Seppel zu einem Leben als guter Bürger.